# Rūdolfs Bārda
Rūdolfs Eduards Bārda (ur. 7 lutego 1903 w Rydze, zm. 24 stycznia 1991 tamże) – łotewski piłkarz grający na pozycji napastnika, olimpijczyk. W swojej karierze rozegrał 7 meczów w reprezentacji Łotwy. Był pracownikiem celnym. Jego braćmi byli Arvīds i Edvīns, również piłkarze.

## Kariera klubowa
Grał w klubie JKS Ryga, później reprezentował barwy RFK Ryga, z którym trzykrotnie zdobywał tytuł mistrza kraju (1924, 1925, 1926).

## Kariera reprezentacyjna
W kadrze debiutował 24 lipca 1923 roku w towarzyskim spotkaniu z Estonią, zremisowanym 1-1. W 1924 roku dostał powołanie do reprezentacji narodowej na Letnie Igrzyska Olimpijskie 1924. Łotysze rozegrali jeden mecz; w pojedynku drugiej rundy (w pierwszej mieli wolny los), reprezentanci tego kraju przegrali z Francuzami 0–7 i odpadli z turnieju. Ostatnim jego meczem w reprezentacji narodowej było spotkanie towarzyskie z Litwą rozegrane 20 września 1925, zakończone remisem 2-2. Łącznie siedmiokrotnie grał w kadrze, nie strzelając nigdy gola.